# Кларксбург (Массачусетс)
Кларксбург (англ. Clarksburg) — місто (англ. town) в США, в окрузі Беркшир штату Массачусетс. Населення — 1657 осіб (2020).

## Демографія
Згідно з переписом 2010 року, у місті мешкали 1702 особи в 675 домогосподарствах у складі 507 родин. Було 715 помешкань
Расовий склад населення:
| - 98,8 % — білих - 0,2 % — чорних або афроамериканців - 0,1 % — азіатів |

До двох чи більше рас належало 0,9 %. Частка іспаномовних становила 0,9 % від усіх жителів.
За віковим діапазоном населення розподілялося таким чином: 22,2 % — особи молодші 18 років, 60,2 % — особи у віці 18—64 років, 17,6 % — особи у віці 65 років та старші. Медіана віку мешканця становила 45,1 року. На 100 осіб жіночої статі у місті припадало 105,6 чоловіків;  на 100 жінок у віці від 18 років та старших — 104,0 чоловіків також старших 18 років.
Середній дохід на одне домашнє господарство  становив 72 059 доларів США (медіана — 61 397), а середній дохід на одну сім'ю — 77 203 долари (медіана — 66 667). Медіана доходів становила 50 870 доларів для чоловіків та 40 962 долари для жінок. За межею бідності перебувало 9,5 % осіб, у тому числі 12,3 % дітей у віці до 18 років та 1,4 % осіб у віці 65 років та старших.
Цивільне працевлаштоване населення становило 869 осіб. Основні галузі зайнятості: освіта, охорона здоров'я та соціальна допомога — 28,1 %, роздрібна торгівля — 14,0 %, мистецтво, розваги та відпочинок — 11,9 %, виробництво — 10,1 %.